# Avelino Guillén
Avelino Trifón Guillén Jáuregui, né le 10 novembre 1954 à Chincheros, est un avocat et homme politique péruvien.

## Biographie
Après ses études de droit à l'université San Martín de Porres, Avelino Guillén travaille au sein du ministère public à partir de 1981.
En 2021, il rejoint l'équipe technique du candidat à la présidence Pedro Castillo pour le second tour que ce dernier remporte face à Keiko Fujimori.
Après la démission du ministre de l'Intérieur Luis Barranzuela, le président Castillo nomme    Avelino Guillén pour lui succéder. Il est investi le 4 novembre 2021, alors que le gouvernement obtient la confiance du Congrès par 68 voix contre 56. Le 28 janvier 2022, il remet sa démission au président. Il invoque l'absence de réponse de ce dernier à sa demande de révocation du commandant général de la police, Javier Gallardo.